# Grobiņa
Grobiņa (pronunciationⓘ; tiếng Đức: Grobin) là một thị trấn ở phía tây Latvia, nằm cách về phía đông của thành phố Liepāja khoảng 11 kilômét. Nó được thành lập bởi các Hiệp sĩ Teuton vào thế kỷ 13. Một số tàn tích như lâu đài Grobina của họ vẫn còn được nhìn thấy. Nó chính thức trở thành một thị trấn từ năm 1695.
Trong thời kỳ đầu thời Trung Cổ, nó còn được gọi là Grobin đã là trung tâm chính trị quan trọng nhất trên lãnh thổ Latvia. Có một khu định cư của người Scandinavia bên bờ biển Baltic giống nhiều mặt với Hedeby và Birka nhưng có lẽ có niên đại trước cả hai khu định cư này. Khoảng 3.000 gò chôn cất còn sót lại Thời đại Vendel ở Bắc Âu.

## Khu định cư
Khu định cư tại Grobin được Birger Nerman khai quật vào năm 1929 và 1930. Nerman tìm thấy tàn tích của một thành trì bằng đất, được bảo vệ ba mặt bởi sông Ālande. Ba nghĩa trang có từ thời đại Vendel có thể có niên đại từ năm 650 đến 800 sau Công nguyên. Một trong số đó mang đặc điểm quân sự và tương tự như những nghĩa trang cùng thời kỳ ở Thung lũng Mälaren ở miền trung Thụy Điển. Từ những phát hiện của Nerman, có vẻ như Grobin là địa điểm thuộc địa sơ khai của người Scandinavia tới từ Gotland. Nhiều ngôi mộ là của nữ giới, những người có thể được xác định là người bản địa Gotland như dây buộc tóc và trâm cài. Các gò mộ chủ yếu là nơi chôn cất của nam giới, thường đi kèm với các loại vũ khí đặc trưng của vùng Scandinavia.